# فولدابروك
فولدابروك (بالإنجليزية: Fuldabrück)‏ هي بلدية في مقاطعة كاسل في هيسن، ألمانيا، تقع على طول نهر فولدا، على بعد 8 كيلومترات جنوب مدينة كاسل. تتكون بلدية فولدابروك من القرى المستقلة السابقة بيرجسهاوزن وديترسهاوزن ودنهاوزن ودورنهاغن.

## جغرافية فولدابروك
تقع فولدابروك على حدود 5 مجتمعات:
- كاسل في الشمال الغربي.
- لوفيلدن [الإنجليزية] في الشمال الشرقي.
- زوريفالد في الشرق.
- غوشاغن في الجنوب.
- باوناتال في الغرب.